# Colentina Bukarest
Colentina Bukarest war ein rumänischer Fußballverein aus Bukarest. Er wurde zweimal rumänischer Fußballmeister.

## Geschichte

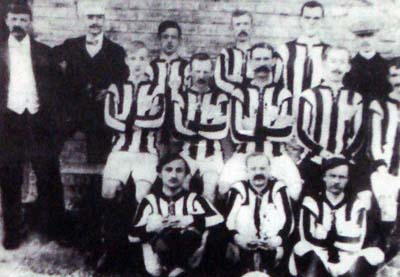
Die Meistermannschaft 1914

Colentina Bukarest wurde im Jahr 1909 von englischen Arbeitern der Textilfabrik Colentina gegründet. In den Jahren 1913 und 1914 gewann Colentina die Cupa Hans Herzog, die später als rumänische Fußballmeisterschaft gewertet wurde. Nachdem als Folge des Ersten Weltkrieges die meisten Ausländer Rumänien verlassen hatten, spielte Colentina fortan nur noch in der Bukarester Regionalmeisterschaft und in unteren Spielklassen. Einzig in der Saison 1946/47 nahm der Verein an der Divizia C teil.